# 히카르두 루카스 도도
히카르두 루카스 도도(Ricardo Lucas Dodô)는 브라질의 전직 축구 선수 출신 축구 지도자이다. 현역 시절 포지션은 공격수였다. K리그시절 등록명은 도도였다.